# Dorothy Kirby
Mary Dorothy Kirby, född 15 januari 1920 i West Point i Georgia, död 12 december 2000 i Atlanta, var en amerikansk golfspelare.
Kirby flyttade med sin familj till Atlanta när hon var tio år gammal och de bosatte sig nära en liten golfbana. När hon gick i sjätte klass så spelade hon nio hål före skolan och arton hål när skoldagen var slut. Hon blev aldrig professionell men hade en framgångsrik amatörkarriär där hon bland annat vann Georgia State Women's Championship fem år i rad, U.S. Women's Amateur en gång och North-South Tournament en gång. Hon deltog även i Curtis Cup fler gånger än någon annan spelare. Hennes största framgångar i karriären var då hon vann majortävlingen Titleholders Championship 1941 och 1942.
Hon drog sig tillbaka från tävlingsgolfen i mitten av 1950-talet och arbetade därefter på WSB Radio som sportkommentator och försäljare i 35 år.
| Majorsegrare genom tiderna                                                                                     |               |               |               |               |
| 100 olika spelare har vunnit i damernas majortävlingar. Dorothy Kirby var den 11:e spelaren som vann en major. |               |               |               |               |
| 1:a | 10:e          | 11:e          | 12:e          | 100:e         |
| Mrs. Lee Mida                                                                                                  | Babe Zaharias | Dorothy Kirby | Betty Jameson | Paula Creamer |
| Lista över golfens majorsegrare                                                                                |               |               |               |               |